# Amata silvatica
Amata silvatica là một loài bướm đêm thuộc phân họ Arctiinae, họ Erebidae.